# Congosaurus
Congosaurus is een geslacht van uitgestorven krokodilachtigen dat leefde tijdens het Paleoceen. Exemplaren werden gevonden in Angola.
In 1913 vond de Belgische botanicus Joseph Charles Bequaert in de enclave Cabinda onder de kliffen van Landana, de resten van een krokodilachtige. In 1914 werden die door Louis Dollo benoemd en beschreven als de typesoort Congosaurus bequaerti. De geslachtsnaam verwijst naar de Congo en de soortaanduiding eert Bequaert.
Het typespecimen bestaat uit de syntypen MRAC 1741-1743, MRAC 1745, MRAC 1796, MRAC 1797, MRAC 1802, MRAC 1803, MRAC 1806, MRAC 1809-1811, MRAC 1813-1819, MRAC 1823, MRAC 1828, MRAC 1839, MRAC 1852, MRAC 1854, MRAC 1870, MRAC 1871, MRAC 1887, MRAC 1894 en MRAC 1895. Deze betreffen voornamelijk wervels en beenplaten. Het maakt deel uit van de collectie van het Koninklijk Museum voor Midden-Afrika.
In 1952 door Camille Arambourg en 1964 door Miguel Telles Antunes werd Congosaurus geclassificeerd als jonger synoniem van Dyrosaurus en in 1976 en 1980 door Eric Buffetaut als een jonger synoniem van Hyposaurus. Sindsdien werd echter bewezen dat het een apart geslacht is binnen de Dyrosauridae.
In 1950 voerde William Elgin Swinton een tweede grote studie uit naar de soort. Congosaurus bequaerti werd een kleine vier meter lang.
In 2007 werd door Stéphane Jouve gesteld dat een soort die oorspronkelijk werd toegeschreven aan Rhabdognathus, R. compressus gebaseerd op holotype MNHM TGE 4034 uit Mali, toebehoort aan Congosaurus. Deze soort werd daardoor een Congosaurus compressus.
De positie van Congosaurus in de stamboom van de Dyrosauridae is lastig vast te stellen door gebrek aan goed materiaal.